# I'm Part
I'm Part (estilizado en mayúsculas) es el tercer álbum de estudio del cantante chileno Easykid. Fue publicado el 11 de junio de 2025.

## Composición
Sonoramente, el chileno alcanzó nuevos sonidos experimentales, más audaces e intrépidos, mezclando su característico reguetón oscuro y emocional con una estética industrial influenciada por el drum and bass, rage y EDM.

## Lista de canciones
| I'm Part |                                    |                               |                              |          |  |
| N.º      | Título                             | Escritor(es)                  | Productor(es)                | Duración |  |
| 1.       | «Mood» (con Taichu)                | Joaquín Palacios y Tais López | Dysbit                       | 2:35     |  |
| 2.       | «Airbag»                           | Palacios                      | Dysbit                       | 2:49     |  |
| 3.       | «Whyme?» (con Akrilla)             | Palacios y Fernanda Sepúlveda | Baw, Heartgaze y Red Fingers | 3:29     |  |
| 4.       | «Fentanyl»                         | Palacios                      | Fiz                          | 1:34     |  |
| 5.       | «Ya entregamos el depa» (con NSQK) | Palacios y Rodrigo Torres     | Efesoul y Klauzinho          | 3:24     |  |
| 6.       | «Paquepu»                          | Palacios                      | Dysbit                       | 2:10     |  |
| 7.       | «Shiny»                            | Palacios                      | Dysbit                       | 2:38     |  |
| 8.       | «Wtfff.»                           | Palacios                      | Heartgaze                    | 2:12     |  |
| 9.       | «Bruce Wayne»                      | Palacios                      | Dysbit                       | 2:17     |  |
| 10.      | «Zundada de fondo» (con Face)      | Palacios y Felipe Etcheverry  | Dysbit                       | 2:58     |  |
| 11.      | «Rush»                             | Palacios                      | Heartgaze y Taiko            | 2:41     |  |
| 12.      | «Ojos empapados»                   | Palacios                      | Efesoul                      | 2:29     |  |
| 31:16    |                                    |                               |                              |          |  |

## Personal
- Kickz Jr ― mezclador, ingeniero de grabación
- Wain ― masterizador